# Geometrično središče Slovenije
Geometrično središče Slovenije (Geoss) je  težiščna točka države, če si jo predstavljamo kot geometrijski lik. Zemljepisne koordinate Geossa so 46°07′11.8″N 14°48′55.2″E / 46.119944°N 14.815333°E na območju Spodnje Slivne pri Vačah v Občini Litija.

## O GEOSS
Projekt GEOSS je leta 1981 zasnoval in izdelal Peter Svetik na pobudo takratnega župana občine Litija, Jožeta Dernovška, ker naj bi bilo v okolici Vač domnevno središče Slovenije. Natančen izračun je opravil Marjan Jenko, pomnik GEOSS in okolico je oblikoval Marjan Božič.
GEOSS je bil slavnostno predan javnosti leta 1982. Na pomniku so bili že takrat vklesani verzi današnje himne, označene pa so bile tudi strani neba. V neposredni bližini je bila zasajena lipa, pozneje  je bilo nameščenih tudi več drogov za zastave, več plošč, postavljeni pa so bili tudi slovenski grbi. Obelisk z grbom, ploščo z napisi, lipo in zastavami simbolizira središče vseh Slovencev.
Za razvoj GEOSS so najbolj zaslužni: Jože Dernovšek, Peter Svetik, Jože Kimovec in Anka Kolenc. Od leta 2008 naprej  je  Dan GEOSS tudi praznik Občine Litija.

## Spomenik »rodoljubu Slovenije«
V neposredni bližini GEOSS je spomenik rodoljubu osamosvojitvene vojne za Slovenijo, ki je bil postavljen leta 2003 na pobudo Zveze veteranov vojne za Slovenijo. Sestavljen je iz okrasnih kamnov, kakršni so na območjih, kjer živi slovenski narod. Med kamni so zlasti apnenci, breče in magmatske kamnine s Pohorja. Na sprednji strani spomenika je bronasta plošča (zasnoval jo je Zvonimir Kolenc), na kateri je upodobljen  konjenik z vaške situle. Ta konjenik se loči od ostalih konjenikov po tem, da ni oborožen in je nosilec miru. Na bronastem reliefu so poleg konjenika tudi ptice, ki so že od nekdaj znak svobode in miru.

## Muzej Dom Geoss
V eni od hiš na Vačah, ki danes nosi hišno število 10, je sedaj Dom GEOSS. V tej hiši sta bila rojena dva pomembna Slovenca: Matevž Ravnikar in Anton Lajovic. Obema sta na pročelju, obrnjenem na glavno cesto, vzidani spominski plošči.
V hiši so naslednje zbirke: arheološka, geološka, predstavitev pomembnih Slovencev, rojenih na Vačah in okolici, ter dokumentacija projekta.  Ogled muzeja je mogoč po predhodnem dogovoru z Društvom GEOSS.

## Prireditve pri pomniku GEOSS

### Tradicionalne prireditve
- Slovenski kulturni praznik (nedelja pred 8. februarjem, pri pomniku GEOSS)
- Dan slovenske zastave (prva nedelja po 7. aprilu, ob 14. uri, pri pomniku GEOSS)
- Dan Zveze veteranov vojne za Slovenijo (17. maj ali prva sobota po tem datumu, pri pomniku GEOSS)
- Pohod na Geoss (zadnja sobota v maju)
- Revija upokojenskih pevskih zborov Zasavja in Posavja (zadnja nedelja v maju, v vasi Slivna, pri pomniku GEOSS)
- Dan Geoss (druga sobota v juniju (oz. sobota pred 16. junijem), pred pomnikom GEOSS.)
- Mednardni dan prijateljstva v zavezništvu - Vranov let (9. september ali prva naslednja nedelja, pred pomnikom GEOSS)
- Dan kulture mladih v srcu Slovenije (po dogovoru z Zvezo kulturnih društev Slovenije, v vasi Slivna, pri pomniku GEOSS)
- Glasbeni popoldan z Antonom Lajovcem (nedelja pred skladateljevim rojstnim dnem)

### Ostale prireditve
Po predhodnem dogovoru z Društvom GEOSS je možno izpeljati tudi:
- poroko in
- slavnostno podelitev imena